# Куприян
Куприя́н — мужское русское личное имя греческого происхождения; восходит к др.-греч. Κυπριανός («Киприанос»), имени, образованному от κύπριος — «кипрский, с острова Кипр». В древнегреческой мифологии «Киприс» (в традиционном русском переводе «Киприда») — один из эпитетов богини Афродиты, которая, согласно одной из легенд, родилась из морской пены на Кипре.
Древнерусская (до середины XVII века) церковная форма имени — Куприа́н, после реформ патриарха Никона — Киприа́н.
В христианском именослове имя Киприан соотносится с несколькими раннехристианскими святыми, среди которых наиболее известен священномученик Киприан Карфагенский (III век), епископ, казнённый в правление императора Валериана. Среди других святых — мученики Киприан Коринфский и Киприан Никомедийский (III век).
Косвенным свидетельством былой распространённости имени является наличие патронимных фамилий, образованных от имени. От различных форм имени Куприян образовались фамилии Киприанов, Куприянов, Купреянов, Купреев, Куприн, Куприенко, Чуприянов, Чупреянов, Купрейчик и другие. Имя известно в русском фольклоре в пословице «У нашего Куприяна все дети пьяны». В XX веке имя фактически вышло из употребления. В статистических исследованиях частотности имён В. А. Никонова по некоторым регионам центральной России в 1961 году имя Куприян (или его формы) не встретилось ни разу; по сведениям А. В. Суперанской и А. В. Сусловой за 1960-е — 1980-е годы по Ленинграду имя не отмечалось даже в числе редчайших, раритетных имён.
Разговорные формы имени: Киприян, Купреян, Чуприян, Чупреян, Купрей, Купря.

## Именины
Православные именины (даты приводятся по григорианскому календарю):
- 5 марта, 13 марта, 23 марта, 23 мая, 9 июня, 16 июня, 18 июля, 4 августа, 30 августа, 13 сентября, 29 сентября, 12 октября, 15 октября, 23 октября, 3 ноября, 15 ноября.